# Elecciones presidenciales de Brasil de 1910
La elección presidencial de Brasil de 1910 se realizó el 1 de marzo para los cargos de presidente y vicepresidente en los veinte estados de la época y el distrito federal de Río de Janeiro. Resultó vencedor Hermes da Fonseca.

## Resultados
| Elección presidencial | Elección presidencial | Elección presidencial | Elección de vicepresidente         | Elección de vicepresidente | Elección de vicepresidente |
| Candidato             | Votos                 | Porcentaje            | Candidato                          | Votos                      | Porcentaje                 |
| --------------------- | --------------------- | --------------------- | ---------------------------------- | -------------------------- | -------------------------- |
| Hermes da Fonseca     | 403 867               | 64,35%                | Venceslau Brás                     | 406 012                    | 64,86%                     |
| Ruy Barbosa           | 222 822               | 35,51%                | Manuel Joaquim de Albuquerque Lins | 219.106                    | 35%                        |
| Venceslau Brás        | 152                   | 0,02%                 | Alfredo Augusto Guimarães Backer   | 76                         | 0,01%                      |
| Otros                 | 726                   | 0,12%                 | Otros                              | 744                        | 0,12%                      |
| Votos nominales       | Votos nominales       | 627 567               | Votos nominales                    | Votos nominales            | 625 938                    |
| Votos blancos/nulos   | Votos blancos/nulos   | 12 433                | Votos blancos/nulos                | Votos blancos/nulos        | 14 062                     |
| Total                 | Total                 | 640 000               | Total                              | Total                      | 640 000                    |